# Katedra Wniebowzięcia Najświętszej Marii Panny w Koprze
Katedra Wniebowzięcia Najświętszej Marii Panny (słń. Stolnica Marije Vnebovzete) – główna świątynia diecezji koperskiej w Słowenii. Została zbudowana w Koprze, w stylu gotycko-renesansowym (XV-XVI wiek). Posiada cenne obrazy, m.in. Vittore Carpaccio, pięknie rzeźbione w drewnie stalle, sarkofag z XVI wieku patrona miasta świętego Nazariusza oraz skarbiec.